# Giuseppe Tovini
Giuseppe Antonio Tovini (Cividate Camuno, 14 marzo 1841 – Brescia, 16 gennaio 1897) è stato un avvocato, politico e banchiere italiano, beatificato da papa Giovanni Paolo II il 20 settembre 1998.
Terziario francescano, fu un innovatore in campo educativo e scolastico oltre a essere ricordato come fondatore della Banca di Valle Camonica, della Banca San Paolo di Brescia, e del Banco Ambrosiano.

## Biografia
Nato da Mosè Tovini e Rosa Malaguzzi, primo di sette fratelli, dimostra una grande passione per lo studio, supera brillantemente le classi primarie e successivamente si iscrive al ginnasio di Lovere; i suoi ottimi risultati scolastici spingono la famiglia, non ricca, grazie anche al sostegno dello zio materno don Giovan Battista Malaguzzi a trasferirlo al Collegio di don Nicola Mazza, a Verona nel 1858.  
Ultimato il liceo, si iscrive a giurisprudenza a Padova, ospite anche lì del Collegio Don Mazza prestando nel contempo la propria collaborazione presso uno studio legale veronese.
Nel 1859 muore il padre, sei anni dopo la madre; così Tovini passa da primogenito a capofamiglia.
Nonostante tutto nell'agosto 1865 riesce a laurearsi all'Università degli Studi di Pavia dove si è trasferito per poter conseguire un titolo che gli consenta di lavorare nel Regno italiano e nel 1867 si trasferisce a Brescia, entrando come praticante nello studio dell'avvocato Giordano Corbolani. Consegue l'abilitazione all'esercizio della professione nel 1868.
Nel 1875 sposa Emilia Corbolani; insieme avranno dieci figli. Ma la famiglia e la professione non assorbono tutte le sue energie. Nel suo Studio lavorerà Luigi Bazoli nonno di Giovanni Bazoli che diventerà uno dei principali banchieri della Finanza Cattolica.
Dal 1871 al 1874 è sindaco della natìa Cividate Camuno, dove realizza importanti opere pubbliche, promuove la fondazione della Banca di Valle Camonica e il progetto di una linea ferroviaria che tolga la sua valle dall'isolamento.
È tra i fondatori del quotidiano cattolico Il Cittadino di Brescia, pubblicato a partire dal 1878, e fra i promotori, poi presidente, del Comitato diocesano dell'Opera dei congressi.
Nel 1888 fonda la Banca San Paolo di Brescia, nel 1896 a Milano il Banco Ambrosiano; lo guida la convinzione che le istituzioni cattoliche, in particolare quelle educative, debbano puntare alla piena autonomia finanziaria. Per rispecchiare i suoi principi di ineccepibile moralità sostenuti da una grande fede decise di inserire nello Statuto della Banca San Paolo di Brescia che gli Amministratori dovevano compiere il proprio lavoro a titolo gratuito e che per questa attività sarebbe stata rilasciata una cambiale da riscuotere nell’altra vita.

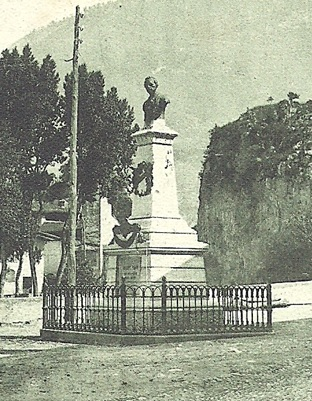
Monumento dedicato a Giuseppe Tovini presso Cividate Camuno

Muore prematuramente il 16 gennaio 1897 e il 16 maggio 1909 viene inaugurato a Cividate Camuno il Monumento a lui dedicato realizzato dall'Ing. Giovanni Tagliaferri  e opera dello scultore Emilio Magoni.  Il 10 settembre 1922 la sua salma viene trasferita dal cimitero Vantiniano di Brescia e tumulata nella chiesa di San Luca sempre a Brescia. 
Il 20 settembre 1998 la Chiesa cattolica lo ha proclamato beato con una celebrazione presieduta da papa Giovanni Paolo II presso lo Stadio Rigamonti di Brescia.
Il nipote Mosè Tovini, Rettore del Seminario Diocesano di Brescia, è stato proclamato beato il 17 settembre 2006.